# Apatit
Apatit je vrsta minerala koji se na Mohsovoj skali nalazi pod brojem 5. Kemijska formula mu je Ca5(PO4)3(F,Cl,OH). Minerali grupe apatita se javljaju u regionalno metamorfnim stijenama, a u mnogim stijenama dolaze kao minerali. Ima ga u pegmatitskim žilama, kao primarnog fluorofosfata. Najviše ga ima u sedimentima – fosforitima. 

## Apatit
Apatit je najčešće zelene boje, no može biti i tamnoplave, smeđe, sive, grimizne, crvenkaste, bijele i žute boje, ali i potpuno bezbojan. Ima ga po cijelom svijetu te je glavni sastojak cakline u našim zubima. Problem s apatitom je što ga se lako miješa s drugim mineralima zbog čega je i dobio svoje ime; naime, apatit dolazi od grčke riječi apate koja znači "prijevara". Primjerci apatita koji nisu kakvoće dragog kamenja neki su od glavnih izvora fosfora.
Apatit se rijetko rabi za izradu nakita jer je iznimno mekan i ne bi izdržao svakodnevno trošenje i habanje. Međutim, pažljivim brušenjem dobije se primjerak vrlo jarkih i blistavih boja i zato se nerijetko brusi za potrebe zbirka minerala. Usto, najčešće se facetira tako da se ploha krune i paviljona reže pod kutom od 40°. također, katkad se brusi tzv. tehnikom step, kao i okruglom i ovalnom, premda te tehnike nisu uobičajene.
Vlaknasti plavi apatiti iz Mjanmara (nekadašnja Burma) i Šri Lanke katkad se bruse tehnikom kobošona kako bi se dobio zapanjujući efekt "mačjih očiju". Apatit, osim što je vrlo tražen kao kolekcionarski dragi kamen, naveliko se upotrebljava u raznim industrijskim granama, primjerice jedan je od glavnih izvora elementa fosfora, a rabi se i u proizvodnji fosfata i poljoprivrednih gnojiva.

## Uporabe fosfora
Fosfor se ekstrahira zagrijavanjem apatita s ugljikom (koks) i silicijevim oksidom u električnoj peći na temperaturi od 1500°C. Element se upotrebljava u slitinama, izradi šibica i pesticida, no njegova je važnost mnogo veća. 
Naime, fosfor je važan sastojak svih živih bića jer tvori tjelesno tkivo (posebice kosti i zube) te stanice. Nužan je za razne metaboličke procese i nastanak molekula koje prenose energiju, primjerice adenozin-tri-fosfat. Ta tvar, također poznata i pod skraćenicom ATP, omogućuje kontrakciju mišića i mnoge druge fiziološke funkcije.
Premda je čisti fosfor iznimno otrovan, fosfatna umjetna gnojiva (tvari koje obuhvaćaju spojeve fosfora i drugih elemenata) dodaje se u tlo ili vodu kako bi se povećao prinos i pospješila produktivnost.

## Varljivi dragi kamen
Budući da apatit može biti raznovrsnih oblika i boja, nerijetko ga se zamijeni s nekim drugim mineralima i dragim kamenjem, posebice berilom, olivinom, kremenom i turmalinom. U tim slučajevima najvažnije je testirati tvrdoću minerala jer je apatit mekši od gotovo svih materijala kojima nalikuje.

## Poznata draga kamenja
Jedan od najvećih primjeraka apatita pronađen je u Keniji i zelene je boje te mase veće od 700 karata (jedan karat jednak je masi od 0,2g). U Institutu Smithsonian u američkom glavnom gradu Washingtonu nalazi se primjerak rijetkog ljubičastog apatita mase 500 karata.

## Testovi i obrada
Apatit je topiv u klorovodičnoj (solnoj) kiselini, a čistiti ga treba samo destiliranom vodom. Nemojte nikad nožem ukljanjati nečistoće s površine uzorka jer biste mogli ogrepsti površinske plohe.

## Svojstva
Apatit pripada fosfatnom razredu minerala i dragog kamenja jer je riječ o fosfatu kalcija koji sadrži i atome klora, fluora, vodika i kisika.
Kristali apatita načešće su prizmatična oblika, a katkad i s ravnom gornjom plohhom. No, unatoč izgledu, svi kristali apatita pripadaju heksagonskom kristalnom sustavu. Kad ne zadobije oblik kristala, apatit najčešće pronalazimo u velikim grumenima (masivne formacije) ili u sićušnim zrnima. Unatoč činjenici da apatit može biti vrlo različitih boja, kad uzorak protrljate o komad bijelog, neglaziranog porculana, ostat će bijeli crt ili ogreb. To znači da bi bez obzira na vanjsku boju svaki u prah smrvljen primjerak apatita trebao biti bijele boje.
Relativna gustoća apatita je 3,2, što znači da bilo koji primjerak dragog kamena teži 3,2 puta od jednakog obujma vode na sobnoj temperaturi. 
Također, izložite li apatit jakoj sunčevoj svjetlosti, boja bi mu mogla izblijedjeti. Plava inačica dragog kamena ovisno o smjeru upadne svjetlosti i kutu gledanja pokazuje i različite boje (tu pojavu nazivamo pleokroizam ili polikroizam).
Usto, promatramo li ga ispod ultraljubičaste svjetlosti, apatit bi mogao pokazivati zelenkastožutu, plavu ili ljubičastu fluorescenciju.

## Podrijetlo i nalazišta
Apatit nalazimo u brojnim stijenama, pa su tako neki primjerci pronađeni u stijenama koje su izvorni izgled promijenile djelovanjem povišene temperature i tlaka (tzv. metamorfne stijene), a drugi u stijenama nastalim taloženjem slojeva mulja (sedimentne ili taložne stijene). Neki od najljepših primjeraka apatita pronađeni su u kanadskom Ontariju i Quebecu, meksičkom Durangu te španjolskoj Andaluziji. Ostala nalazišta su: Rusija (Sludjanka na Bajkali, Miask, Jakutija), Velika Britanija (Cornwall, Tavistock), Češka (Pisek), Hrvatska (Ražanj), Švedska (Gellivara).